# 타뉴 키랴코프
타뉴 흐리스토프 키랴코프(불가리아어: Таню Христов Киряков, 1963년 3월 2일~)는 불가리아의 사격 선수로 주 종목은 권총이다. 올림픽에서 50m 권총 종목과 10m 공기권총 종목 모두 우승한 최초의 선수로 1988년 하계 올림픽에서 10m 공기권총 금메달, 2000년 하계 올림픽에서 50m 권총 금메달을 획득했다. 또한 하계 올림픽에서 금메달 2개를 획득한 최초의 불가리아 선수이기도 하다.